# 傑福德角
64°24′S 57°41′W / 64.400°S 57.683°W
傑福德角（瑞典語：Jefford Point）是南極洲的海岬，位於詹姆斯羅斯島南岸，處於福斯特角東北面15公里，由瑞典探險隊測量，現時由南極條約體系管理。
该岛一直通过一个冰架与南极大陆相连，直到 1995 年冰架崩塌，古斯塔夫王子海峡才首次可以通行。